# Syrien
Syrien (arabiska: سُورِيَة eller سُورِيَا, Suriya), formellt Arabrepubliken Syrien (اَلْجُمْهُورِيَّةُ ٱلْعَرَبِيَّةُ ٱلْسُوْرِيَّة, al-Jumhuriyya al-Arabiyya as-Suriyya, "Syriska arabrepubliken"), är ett land i Mellanöstern. Det gränsar till Libanon i väst, Turkiet i norr, Irak i öst, Jordanien i syd och Israel i sydväst. Syrien har även en maritim gräns med Cypern i väst. Syriens huvudstad och största stad är Damaskus och landet har kust mot Medelhavet.
Syrien blev ett självständigt land första gången 1946, efter att tidigare ha varit en del av det Osmanska riket och under mellankrigstiden NF-mandatstyrt av Frankrike. Åren 1958–1961 ingick Syrien i Förenade arabrepubliken tillsammans med Egypten, men blev sedan åter självständigt. 
Konflikter i landet mellan den styrande makteliten och vissa av det syriska folket har flera gånger lett till uppror, senast genom det inbördeskrig som sedan 2011 förvandlat stora delar av landet till en krigszon. Inbördeskriget har lett till att större och mindre områden övertagits av väpnad opposition och att de kurdiska styrkorna i nordöst förklarat sig självstyrande. Den jihadistiska terrorganisationen Islamiska staten (IS), som först grundades i Irak efter irakkriget, spred sig vidare mot den centrala och östra delen av Syrien under kriget mellan dessa övriga tre grupperingar. IS besegrades 2019 då terrororganisationen förlorade sitt sista territorium i landet. Utländsk inblandning i inbördeskriget har skett via Iran (för regeringen), Ryssland (sedan 2015, för regeringen), en USA-stödd koalition (mot IS, för kurder och tidigare för oppositionsgrupper) och Turkiet (för icke-kurdiska oppositionsgrupper och mot övriga).
Efter regeringsstyrkornas kollaps i december 2024 övertog oppositionen makten i landet 8 december 2024 under ledning av Ahmed al-Sharaa, ledare för Hayat Tahrir al-Sham. Landet styrs av en övergångsregering, men rivaliserande milisstyrkor och rebeller kontrollerar fortfarande olika delar av landet.

## Etymologi
Namnet Syrien härstammar från den luvianska termen "Sura/i" på 800-talet f.Kr., och det härledda antika grekiska namnet: Σύριοι, Sýrioi eller Σύροι, Sýroi, som båda ursprungligen härrörde från Aššūrāyu i norra Assyria i Mesopotamien (dagens Irak). Men från Seleukidriket (323–150 f.Kr.) tillämpades denna term också på Levanten, och från denna punkt tillämpade grekerna termen utan åtskillnad mellan assyrierna i Mesopotamien och arameerna i Levanten. De flesta nutida akademiker förespråkar att termen 'Syrien' härleddes från Ἀσσυρία, Assyrien, som kommer från akkadiskans Aššur, i norra Mesopotamian (dagens Irak).
Denna teori har bekräftats genom upptäckten av Çineköy-inskriptionen år 2000, vilken fastslår att namnet Syrien härleds från Assyrien (likaledes att ordet "syrier" etymologiskt kommer från "assyrier").

## Historia

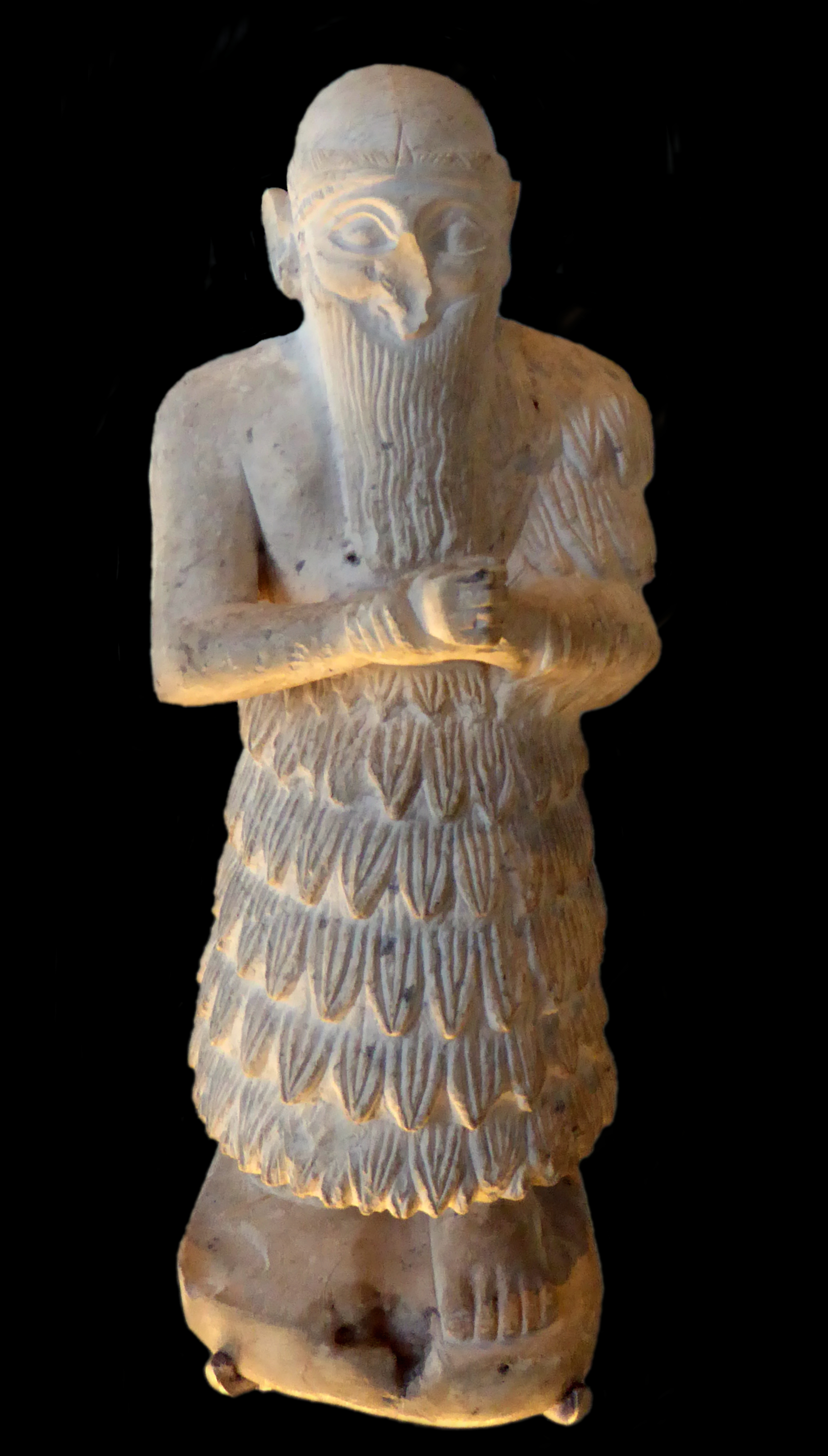
Statyett av Ishqi-Mari, kung av det andra kungadömet i Mari (cirka 2300 f.Kr.).

### Forntiden
Det område som i dag kallas Syrien var föremål för en neolitisk kultur med jordbruk och boskapsskötsel omkring 10 000 f.Kr. Obsidian från Anatolien är bevis på en tidig handelskultur, och städerna Hamoukar och Emar från omkring 4000 f.Kr. har kallats för bland de äldsta i världen. Den kanske första dokumenterade stadsstaten och kungadömet i Syrien var Ebla från cirka 3500 f.Kr., som bedrev handel med Mesopotamien, Anatolien och Egypten.
Ebla efterträddes av Mari som regional stormakt, och Syrien hamnade under akkadiska imperiet cirka 2300–2100 f.Kr. Syrien invaderades av hurriterna 2100 f.Kr. och splittrades sedan i flera småstater, som de återuppståndna Ebla och Mari, Ugarit och Yamhad, av vilka Yamhad blev en regional stormakt som dominerade Syrien 1800–1600 f.Kr. Syrien blev sedan ett slagfält där stormakterna hettiternas rike och Mitanni i norr, Egypten i väster och Assyrien i öster slogs om överhögheten om dess småstater och ofta delade dem mellan sig. Västra Syrien delades mellan hettiterna och Egypten till 1200 f.Kr., medan östra Syrien tillföll Assyrien. I småstaterna dominerade först amoriterna och sedan araméerna.
När hettiternas rike föll 1200 f.Kr. och det gammalassyriska riket försvagades 1100 f.Kr. blev Syrien fritt från överhöghet. Dess inre övertogs då av arameiska stadsstater som Bit Bahiani, Aram-Damascus, Hamath, Aram-Rehob, Aram-Naharaim och Luhuti, medan syro-hettitiska småstater bildades i nordsyrien. Längs kusten uppstod då feniciernas stadsstater. 

### Antiken
De syriska småstaterna hamnade under Nyassyriska riket 900–606 f.Kr., det Nybabyloniska riket 605–539 f.Kr. och slutligen de persiska akemeniderna 539–330 f.Kr. innan det erövrades av Alexander den store 330 f.Kr. Efter Alexander den stores död och diadokernas krig tillföll Syrien Seleukiderriket 323–64 f.Kr. Syrien kallades då Coele-Syria. De seleukidiska kungarna kallade sig så småningom kung av Syrien, och området blev deras kärnområde med Antiokia som deras huvudstad från cirka 240 f.Kr. Längs dess gränser mellan Syrien och Armenien uppstod med tiden även mindre grekiska kungariken.
År 64 f.Kr. erövrades Syrien av Pompejus som utropade området till den romerska provinsen Syria. Den kom att bli en av romarrikets kommersiella centrum, och Antiokia blev imperiets största stad efter Rom och Alexandria. Längs dess gränser uppstod mindre stater som stadsstaterna Emesa och Palmyra. Efter romarrikets delning år 395 tillföll Syrien östromerska riket, senare känt som Bysantinska riket. 

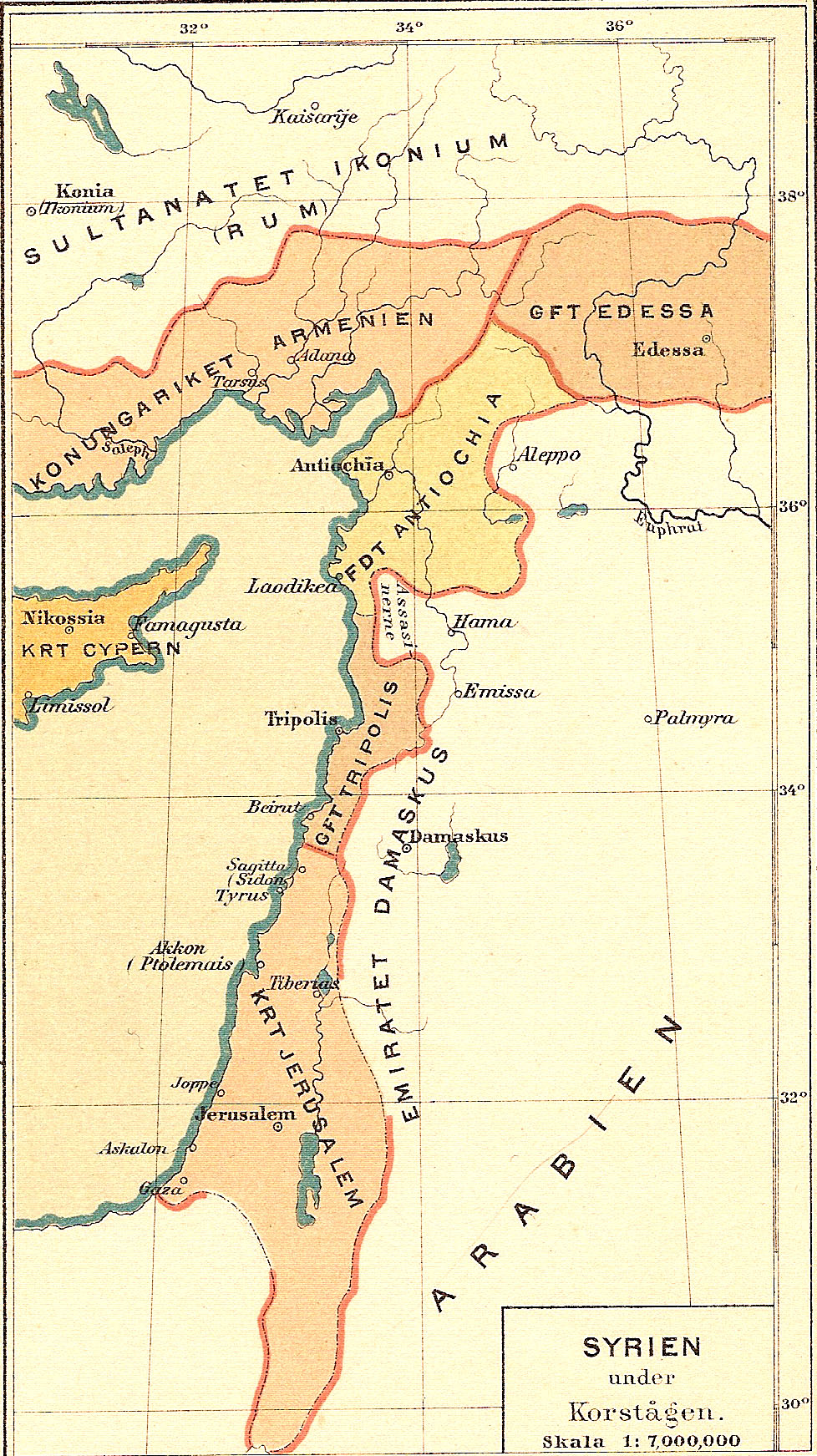
Historisk karta över Syrien på korstågstiden.

### Medeltiden
Det bysantinska Syrien var ockuperat av sasanidernas Persien 609–628 och erövrades av araberna efter slaget vid Yarmuk 636 och Antiokias fall 637. Området var sedan en del av ett islamiskt kalifat, först det umayyadiska 636–750, vars huvudstad låg i Syrien, och sedan det abbasidiska 750–887, som flyttade huvudstaden till Bagdad. Syrien tillhörde sedan tuluniderna 887–905, ikschididerna 941–969, och hamdanidernas emirat i Aleppo 890–996. Mellan 967 och 996 återerövrades Syrien av Bysans, som dock inte lyckades få permanent kontroll över området. Under 1000-talet var Syrien splittrad mellan flera småstater, och ett ständigt slagfält mellan Bysans, hamdaniderna, fatimiderna i Damaskus och buyiderna i Bagdad.
Syrien låg sedan under seldjukerna 1084–1154, Zengiddynastin 1154–1175, ayyubidernas Egypten 1175–1260, och Mamluksultanatet, vars centrum oftast låg i Egypten. Parallellt med detta etablerade sig en rad korsfararstaterna längs Syriens kuster 1098–1252. Mongolerna härjade Syrien 1260, och Timur Lenk år 1400, men i båda fallen gav de sig av igen efteråt. Syrien upplevde en nedgångsperiod efter att Europa upptäckte en sjöväg till Fjärran Östern, och en landväg mellan Öst och Väst inte längre var nödvändig.
På 1500-talet erövrades området från Egyptiska Mamluksultanatet av osmanerna och uppgick i det Osmanska imperiet, som det tillhörde mellan 1516 och 1920.

### Franskt mandat
I Syrien bestod det osmanska imperiet i 400 år fram till 1 oktober 1918 då det erövrades av militära styrkor från den Arabiska revolten och det Brittiska imperiet. Arabledarna för den arabiska revolten etablerade i mars 1920 ett självständigt Storsyrien, ett arabiskt kungadöme med Faisal av Mecka som kung. En fransk arme störtade den syriska regeringen i juli 1920. Storsyrien styckades enligt det hemliga Sykes-Picot-avtalet. Det område som idag utgör Syrien inordnades under det franska kolonialimperiet, och fransmännen styrde landet med järnhand i 25 års tid under ett NF-mandat.
Vid övertagandet var både ekonomin och administrationen i mycket dåligt skick. Fransmännen kontrollerade viktiga funktioner i samhället, och hindrade syrierna från politisk aktivitet. Alla nationalistiska strävanden slogs ned, och man fråntog även människorna deras medborgerliga rättigheter. Missnöjdheten bland folket ledde 1925 till en allmän revolt, ledd av druserna. Upproret slogs snabbt ner, men missnöjet mot fransmännen fortsatte och kulminerade 1939, när Turkiet tilläts annektera Hatay-provinsen i nordväst. Fler och fler röster om självständighet började höjas i Syrien. Den franska exilregeringen ledd av general de Gaulle gav till slut efter och lovade Syrien självständighet.

### Efter andra världskriget
Syrien förklarades självständigt den 17 april 1946, i samband med att de sista franska trupperna lämnade landet. Därefter karakteriserades politiken i landet (men även i regionen i stort) av oroligheter, och regeringarna avlöste varandra.
Syrien blev ett centrum för panarabiska strömningar och för arabstaternas motstånd mot FN:s beslut att dela Palestina i en judisk och en arabisk stat. Frivilligförband organiserades på syriskt territorium och dessa överskred vid flera tillfällen i början av 1948 gränsen till Palestina och anföll judiska kolonier. Senare samma år ryckte reguljära syriska trupper in i Palestina för att tillsammans med övriga arabstater försöka förhindra upprättandet av den israeliska staten. År 1949 ingicks ett vapenstilleståndsavtal mellan Israel och Syrien.
Under andra halvan av 1950-talet blev Baathpartiet den starkaste politiska kraften i Syrien, och de kombinerade panarabism med socialism. Syrien ingick i union med Egypten mellan 1958 och 1961. Regeringen skrev också under avtal om ekonomiskt och militärt samarbete med Sovjetunionen. Efter en militärkupp 1963 förstatligades stora delar av näringslivet och en jordreform genomfördes.
Militärkuppen 1963 förde det socialistiska Baathpartiet till makten som regerade i ett i praktiken enpartisystem, där oppositionspartier inte erkändes. Partiet nationaliserade banker och industrier. En ny regering 1966 stärkte ytterligare banden till Sovjetunionen. Genom ytterligare en kupp 1970 togs makten över av Hafez al-Assad, vilket förde landet mot en mer auktoritär regering där all makt skulle komma att centreras runt honom som Syriens president. Med hjälp av säkerhetstjänsten och militären höll han ett hårt grepp om det syriska folket i 30 år. Sedan Hafez al-Assad avlidit 2000 efterträddes han av sin son Bashar al-Assad.
Två tredjedelar av Golanhöjderna ockuperades 1967 av Israel och blev 1981 annekterat av Israel, den östra tredjedelen styrs av Syrien med FN:s övervakningsstyrka för truppåtskillnad mellan Israel och Syrien (UNDOF) emellan som upprätthåller en buffertzon för att implementera lila linjens vapenvila. Kravet att detta område ska återlämnas har flera gånger utgjort stötestenen vid informella fredsförhandlingar där Israel och Syrien varit inblandade. Denna återstående tredjedel ockuperades i december 2024,
Under och efter inbördeskriget i Libanon fick Syrien en förhållandevis vittgående kontroll över Libanon, vilket lett till konflikter med grupper där och resulterade i Cederrevolutionen 2005.

### Syriska inbördeskriget (2011–2024 i december)
År 2011 utbröt protester i Syrien mot den sittande presidenten inspirerade av protesterna i arabvärlden 2010–2011. Regeringen svarade både med eftergifter och med våld. Den 11 november 2011 släppte Human Rights Watch en 63-sidig rapport som hävdade att den syriska regeringen begick systematiska övergrepp och använde dödligt våld mot civila. Rapporten betecknar det som ett brott mot de mänskliga rättigheterna. Under ett seminarium den 12 september 2012, arrangerat av Olof Palmes Internationella Center och ABF i Stockholm, berättade Amnestys generalsekreterare Lise Bergh att fall av avrättningar och andra övergrepp hade utförts av såväl den "Fria syriska armén" som regeringstrupper. Mycket tydde på att de syriska rebellerna i ett tidigt stadium fått hjälp från främmande makt, både vad gäller vapen och underrättelser. Rysslands utrikesminister Sergej Lavrov pekade formellt ut USA som den främmande makt som i hemlighet hade beväpnat de syriska rebellerna.

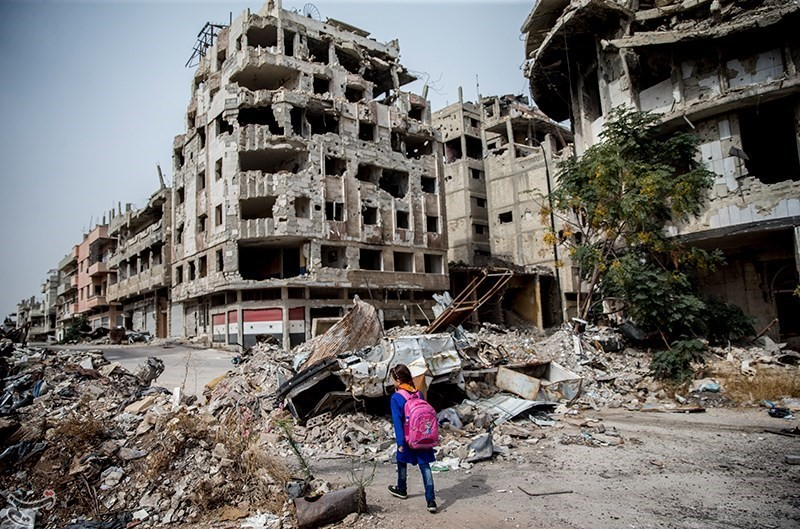
Förstörelse i Homs november 2018.

Under kriget har ett flertal internationella medlingsförsök genomförts, bland annat av Arabförbundet och FN. EU har sedan oroligheterna började vid upprepade tillfällen fördömt regeringens brutala repression mot demonstranter och civila och krävt att våldet upphör. EU har till följd av det fortsatta våldet beslutat att införa sanktioner riktade mot regeringen. EU stödjer vidare FN:s och Arabförbundets gemensamma sändebud Lakhdar Brahimi och hans fortsatta arbete för att försöka hitta en fredlig lösning på konflikten. I september 2013 beslutade Migrationsverket att villkorslöst ge alla syrier som kommer till Sverige permanent uppehållstillstånd.
Ryssland har sedan 30 september 2015 med stöd av det iranska revolutionsgardet intervenerat militärt i det pågående syriska inbördeskriget. Ryska angrepp har bland annat riktat sig mot rebellgrupper som stöds och beväpnats av USA. Det syriska inbördeskriget har utvecklats till vad många anser vara ett ombudskrig mellan Ryssland och USA.
Inbördeskriget har lett till att omkring nio miljoner syrier är flyktingar. Av dessa är sex miljoner internflyktingar medan tre miljoner har flytt till Turkiet, Libanon, Jordanien och Irak.
År 2020 minskade striderna och konflikten gick in i en lågintensitetsfas. Landet styrdes till största del av syriska regeringen lett av president Bashar al-Assad. Därefter kontrollerades cirka en fjärdedel av landet i nordost av det multietniska självstyret AANES. Cirka 10 procent av landet, framförallt Idlibprovinsen i nordväst, kontrollerades av olika rebellgrupper, framförallt den av EU terrorstämplade gruppen Hayat Tahrir al-Sham (HTS).

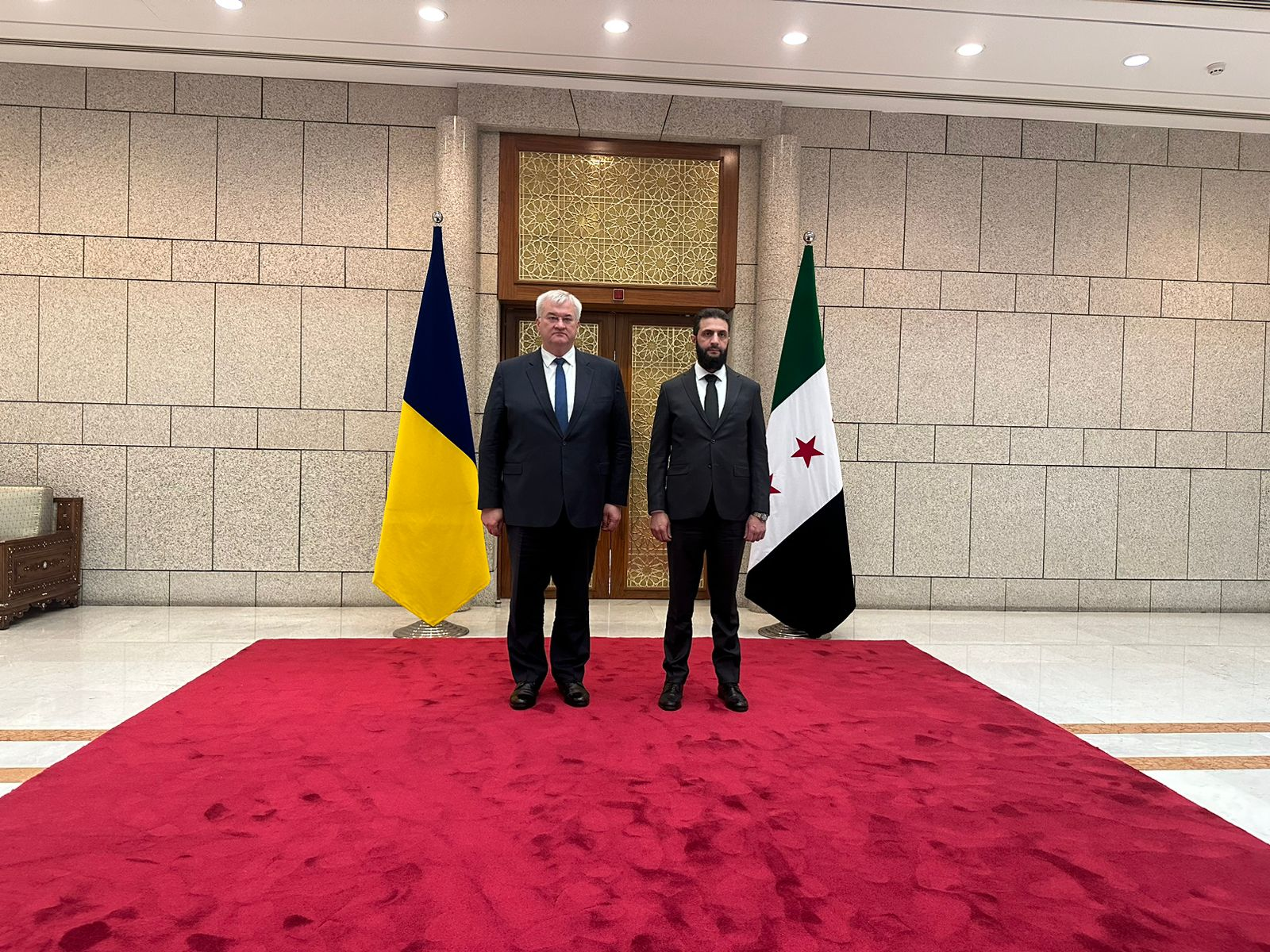
Ukrainas utrikesminister Andrii Sybiha besöker Syrien 30 december 2024. Till höger Ahmed al-Shara

I slutet av november 2024 medgav syriska armén att rebellgrupper, ledda av Ahmed al-Shara, tagit kontroll över större delen av Aleppo. En av orsakerna till rebellernas framgång förklaras av att regeringsstyrkorna tappat stöd från Hizbollah som varit upptagna med konflikten med Israel. Rebellerna tog över makten i Syrien i en offensiv som 8 december 2024 störtade familjen al-Assads långvariga styre. Bashar al-Assad flydde till Ryssland där han och hans familj fått asyl.

## Geografi
Syrien omfattar den norra delen av Levanten, utom delar av kustområdet som tillhör Libanon eller Turkiet. Eufrat flyter genom landet från norr till sydöst, vilket ger en koppling till Mesopotamien. Längst i nordöst når Syrien även fram till Tigris.
I västra delen av Syrien rinner Nahr al-Asi (antikens Orontes från söder mot norr). Mellan flodens lopp och medelhavskusten i väster ligger syriska kustbergen, en nordlig fortsättning på Libanonberget.
I södra delen av Syrien utbreder sig Syriska öknen. Även områdena i sydväst, runt huvudstaden Damaskus, är torra; området ligger i regnskugga öster om Libanonberget och Anti-Libanon.
Politiskt omges Syrien av Libanon i väster, av Israel (som sedan 1967 ockuperar Golanhöjderna) i sydväst, av Jordanien i söder, av Irak i öster samt av Turkiet i norr. Den längsta landgränsen har Syrien mot Turkiet, där stora delar av gränsen löper genom etniskt kurdiska områden (Turkiska Kurdistan och delar av norra Syrien).

### Topografi och hydrografi
En smal kustremsa mellan Libanon och Turkiet sträcker sig cirka 140 kilometer och består av både sandstränder och klippkust, där den senare dominerar i norr. Direkt innanför kustlinjen reser sig bergskedjan Jabal an-Nusayriya, med en genomsnittlig höjd på cirka 800 meter över havet och sin högsta punkt på 1 526 meter. Öster om denna bergsrygg ligger den långsträckta Ghabsänkan, genom vilken floden Nahr al-Asi flyter.
Längre söderut markerar de höga Antilibanonbergen gränsen mot Libanon, med Syriens högsta bergstopp, Hermon (2 814 meter), vid gränsen. Söderut mot Israel sträcker sig Golanhöjderna, medan längre in i landet finns flera bergsformationer, såsom den vulkaniska Jabal ad Durūz i söder samt Jabal al-Khunayzir och Jabal Abu Rujmayn längre norrut. Större delen av Syrien utgörs av slätter och platåer, där landskapet främst består av klipp-, grus- och sandöken. Landets största flod, Eufrat, har sitt ursprung i Turkiet, flyter genom östra Syrien och fortsätter in i Irak. Genom fördämningen Tabaqadammen har Asadsjön skapats, som är Syriens största vattenreservoar.
Berggrunden består huvudsakligen av porös sandsten, kalksten och basalt, vilket ger upphov till underjordiska källor och vattendrag som står för en stor del av landets vattenförsörjning. Jordmånen varierar, med svartjord samt leriga, sandiga och gipshaltiga avlagringar, särskilt i Eufratdalen.

### Klimat

Syriens klimat enligt Köppens klimatklassifikation.

Syriens kust har ett medelhavsklimat med varma, torra somrar och regniga, milda vintrar. Resten av landet har i allmänhet ett torrt klimat. I sydöst, där Hamadöknen ligger, råder det ett ökenklimat med väldigt varma somrar (över 40 grader). Under vintern så snöar det ofta i bergen, och det händer också att det kommer nederbörd i form av snö i huvudstaden Damaskus.

Syrien har en mycket artrik flora, speciellt i och runt bergen.

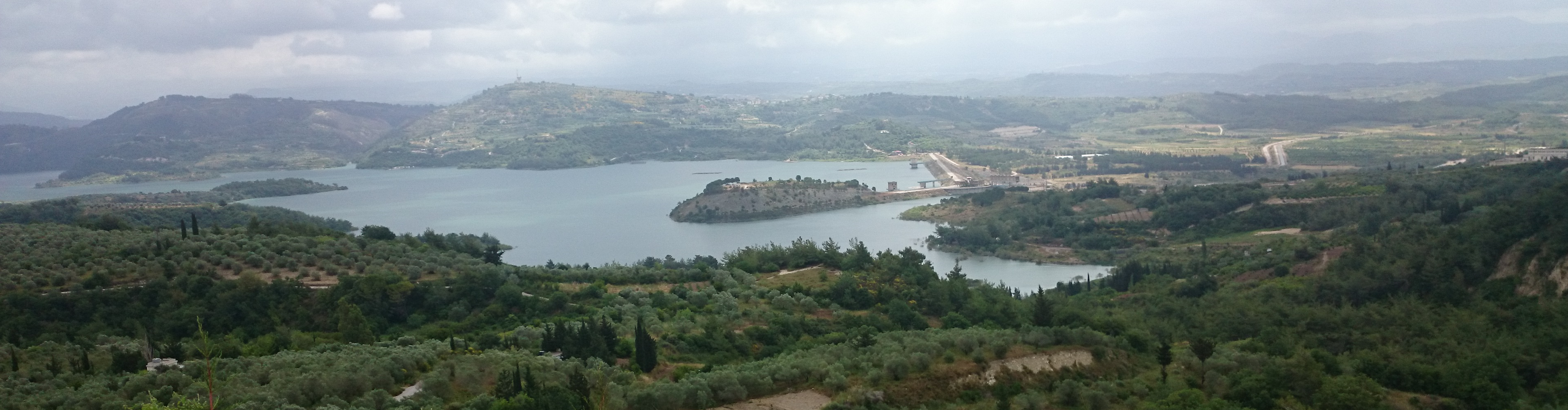
Panoramisk vy av Ayn Al Bayda, Latakia, en by i norra Syrien.

## Styre och politik

### Författning och styre
Under en nationell konferens 29 januari 2025 utsågs Ahmed al-Sharaa formellt till Syriens president och ska bilda en övergångsregering till dess att en ny konstitution kommer på plats. Konferensen beslutade också att upplösa parlamentet, den syriska armén och säkerhetstjänsterna som var anslutna till den tidigare regimen samt Baathpartiet, som styrde Syrien mellan 1963 och slutet av 2024. Författningen som upprättades 2012, året efter den syriska revolutionens utbrott, ska inte längre vara giltig.

### Administrativ indelning
Syrien är indelat i 14 provinser (plural muhafazat, singular: muhafaza):
| 1. Damaskus 2. Rif Dimashq 3. al-Qunaytira 4. Dara 5. as-Suwayda 6. Homs 7. Tartus 8. Latakia 9. Hama 10. Idlib 11. Aleppo 12. ar-Raqqa 13. Dayr az-Zawr 14. al-Hasaka |

#### Autonoma Administrationen i Norra och Östra Syrien
Den Autonoma Administrationen i Norra och Östra Syrien (AANES), även känt som Rojava, är en de-facto autonom region i nordöstra Syrien. Den består av självstyrande subregioner i områdena Jazira, Eufrat, Raqqa, Tabqa, och Deir Ezzor. Området fick de-facto autonomi efter formandet av de syriska demokratiska styrkorna (SDF) efter krigets utbrott.
Regionen är inte internationellt erkänd som autonom av varken Syrien eller någon annan stat, men den har dock erkänts av det regionala katalanska parlamentet. AANES har stort stöd bland västerländsk publik på grund av sitt uppfattade stöd för demokratiska ideal, feminism och pluralism. De som stödjer AANES menar att det är en officiellt sekulär enhet, med direktdemokratiska ambitioner baserat på anarkistisk, feministisk och libertariansk-socialistisk ideologi som propagerar för decentralisering, autonomi, jämställdhet, miljömässig hållbarhet, social ekologi, pluralistisk tolerans för religiös, kulturell och politisk mångfald, och att dessa värderingar reflekteras av dess konstitution, samhälle, och politik. Administrationen ser sig som en modell för ett federaliserat Syrien i stort, och strävar inte efter självständighet.
Regionen har samtidigt också anklagats av kritiker för kurdifiering, auktoritärism, tvångsförflyttningar, konfiskering av land samt för rekryterandet av barnsoldater. OHCHR har mellan mars 2020 och april 2021 dokumenterat 33 fall av arbiträra arresteringar och överträdelser av arresteringsprocedurer riktat mot journalister och aktivister.
Trots kritiken betraktas regionen som den mest demokratiska aktören bland andra aktörer i kriget, med öppna val, social jämlikhet, respekterandet av mänskliga rättigheter inom regionen, såväl som respekterandet av minoriteter inom Syrien.

### Politik
Den 31 januari 1973 tillämpade dåvarande presidenten Hafez al-Assad en ny konstitution som ledde till en nationell kris. Till skillnad från tidigare konstitutioner krävde inte denne att Syriens president måste vara muslim, vilket gav upphov till häftiga demonstrationer i Hama, Homs och Aleppo organiserade av terrorstämplade Muslimska brödraskapet samt 'ulaman. De betecknade Assad som "guds fiende" och uppmanade till jihad mot hans styre. Regeringen överlevde en serie av militanta revolter, huvudsakligen av Muslimska brödraskapet, mellan 1976 och 1982. 
Den 26 februari 2012 röstade syrierna fram en ny konstitution för landet. Den nya konstitutionen innebär bland annat flerpartisystem, vilket satte punkt för det halvsekellånga enpartisystemet. Av landets 14 580 000 röstberättigade tog sig 8 376 000 (ungefär 57%) till valurnorna och 89% röstade för den nya konstitutionen. Omröstningen ifrågasattes av många som en skenmanöver för att dämpa protesterna. Den 6 maj 2012 grundades flera partier (flerpartisystem) och ett parlamentsval inleddes.
Den 7 maj 2012 höll Syrien sitt första val där partier utanför den styrande koalitionen kunde ställa upp. Sju nya partier ställde upp i valet, varav Populära fronten för förändring och befrielse var det största oppositionspartiet. De beväpnade rebellerna beslöt sig för att inte ställa upp och uppmanade sina följare att bojkotta valet.
Som en konsekvens av det rådande inbördeskriget i landet har flera alternativa regeringar bildats, däribland Syriens interimsregering, Demokratiska unionspartiet och lokala regioner styrda enligt sharialag. Representanter för Syriens interimsregering erbjöds att få Syriens plats i Arabförbundet den 28 mars 2013 och erkändes som "det syriska folkets enda representant" av flera länder, inklusive USA, Storbritannien och Frankrike.
Den 13 april 2016 hölls nya parlamentariska val för landets alla 250 platser i Folkets råd, det syriska parlamentet, inom landets regeringskontrollerade områden. Innan valresultatet hade fastställts tillkännagav flera nationer sin vägran att erkänna valresultatet, och menade att "det inte representerar det syriska folkets vilja". Ryska representanter uttalade dock sitt stöd för valresultatet.[källa behövs] Syrien anses vara odemokratiskt av den oberoende amerikanska organisationen Freedom House.

### Rättsväsen
Syriens rättssystem består av högsta konstitutionella domstolen, högsta juridiska rådet, kassationsdomstolen och statssäkerhetsråden. Islamisk rättslära är en viktig utgångspunkt för lagsystemet och centrala element inom Syriens rättssystem inkluderar osmanska, franska och islamiska lagar. Syriens domstolsväsende är uppdelat i tre nivåer: domstolar i första instans, appellationsdomstolar och den konstitutionella domstolen, är den högsta tribunalen. Religiösa domstolar hanterar frågor rörande person- och familjelagar. Den högsta statssäkerhetsdomstolen (SSSC) avskaffades av Bashar al-Assad genom lagstiftningsdekret nummer 58 den 21 april 2011.
Lagen om personlig status 59 från 1953 (ändrad av lag 34 från 1975) är i mer eller mindre kodifierad sharia. Artikel 3 (2) ur 1973 års konstitution deklarerar islamisk rättslära som en viktig utgångspunkt för lagstiftande.

### Försvar
Syriens president är högste befälhavare över den syriska armén, vilken bestod av 400 000 soldater vid mobilisering. Män kan bli soldater när de fyllt 18 år. Efter det syriska inbördeskrigets utbrott har denna styrka minskat till 150 000 soldater, på grund av stridsförluster, deserteringar och värnpliktsflykt.

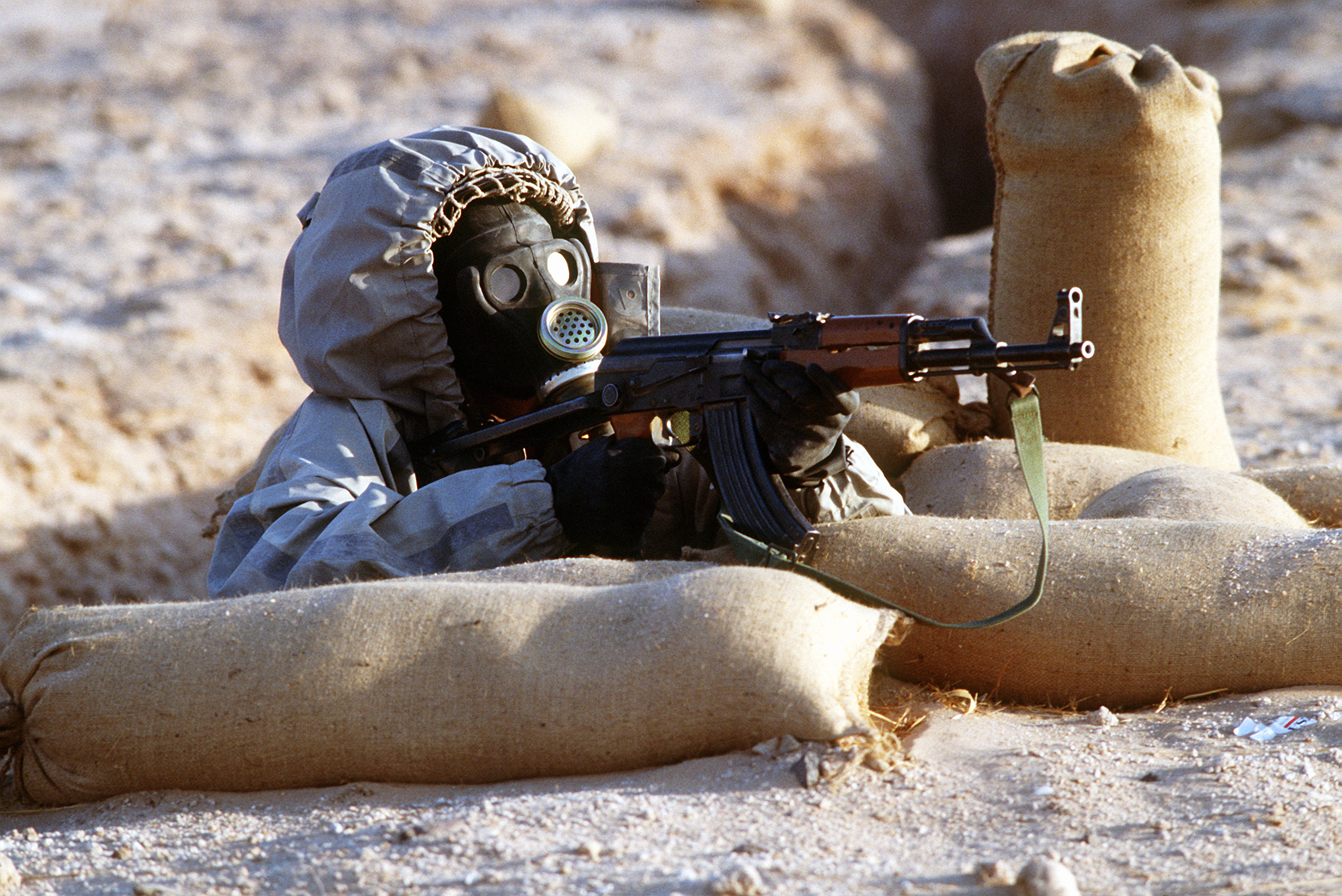
Syrisk soldat med en automatkarbin

Syriens krigsmakt består av fyra försvarsgrenar: armén, marinen, flygvapnet och luftvärnet. Armén hade innan inbördeskriget 9 300 pansarfordon och 850 bandartilleripjäserar av sovjetisk tillverkning. Flottan hade två fregatter och 30 robotbåtar. Flygvapnet bestod innan inbördeskriget av 27 stridsflyg- och fem attackhelikopterdivisioner. Det är huvudsakligen utrustat med sovjetiska eller ryska flygplan. Två flygbaser uppges ha tagits av rebellstyrkor. Luftvärnet hade 130 luftvärnsrobotbatterier utrustade med i huvudsak sovjetisk materiel.
Ryssland har en marinbas i Tartus för kärnvapenbestyckade örlogsfartyg. De ryska flygstridskrafterna i Syrien är baserade i Khemimims militära flygplats utanför Latakia.

## Ekonomi och infrastruktur
Det syriska näringslivet nationaliserades 1963 som en del av den socialistiska politiken. Bankväsendet användes för att finansiera de prioriteringar som gjordes av landets ledning. En stor del av Syriens näringsliv fortsatte vara statligt ägd fram till 1990-talet. Då påbörjades en reformering och liberalisering av ekonomin. Utvecklingen gick dock relativt långsamt. Arabländer valde att investera i Syrien medan väst fortsatt var kritiska mot både ekonomin och politiken. Under Bashar al-Assads styre privatiserades vissa statligt ägda firmor, vilket fick till följd att samma maktelit fortsatte driva verksamheterna men nu i privat regi. Som exempel kan nämnas att "jordbruk, detaljhandel och en del lätt industri är privatägd medan staten kontrollerade det mesta av övrig verksamhet".
Under början av 2000-talet genomfördes ett antal ekonomiska reformer. Exempelvis öppnade den första privatägda banken sedan 1963, Bank of Syria and Overseas, 2004 och 2005 tilläts även privata försäkringsbolag. Syriens ekonomi växte uppskattningsvis med 2,9 procent under 2006, främst genom tillväxt i petroleum- och jordbrukssektorerna, som tillsammans motsvarar hälften av BNP. Genom högre priser på råolja ökade inkomsterna trots sjunkande utvinning och export av petroleumprodukter.[källa behövs]
Syrien var före inbördeskriget ett medelutvecklat land med en mångsidig ekonomi, dock med stora regionala skillnader. Naturtillgångar, handeln och jordbruket var tre viktiga ekonomiska sektorer. Enligt officiella uppgifter låg arbetslösheten under 00-talet på omkring 10 procent, men innan inbördeskriget bröt ut uppskattades 30 procent av Syriens befolkning i fattigdom och 25 procent var arbetslösa.
Arbetslösheten ökade under inbördeskriget och uppgick till 50 procent 2016.

### Näringsliv

#### Jordbruk
Jordbrukssektorn, som inkluderade skogsbruk och fiske, stod 2011 för 18 procent av BNP och sysselsatte 17 procent av arbetskraften.
Under det sedan 2011 pågående inbördeskriget har stora områden av Syrien förvandlats från jordbruksmark till krigszon. Detta har minskat produktionen av livsmedel, vilket ökat priserna på en mängd basvaror. Priserna på bland annat bröd, mjölk och ris ökade från 2010 till 2016 med mellan 1 500 och 20 000 procent – i belägrade områden. Den syriska Assadregeringen har dock, genom import av vete från Ukraina och Ryssland, kunnat hålla prisökningarna nere i större regeringskontrollerade områden.

#### Råvaror
Bland de olika naturresurserna i Syrien finns petroleum, naturgas, fosfat, krom, mineraler, järn, salter, marmor, gips och vattenkraft.

#### Turism

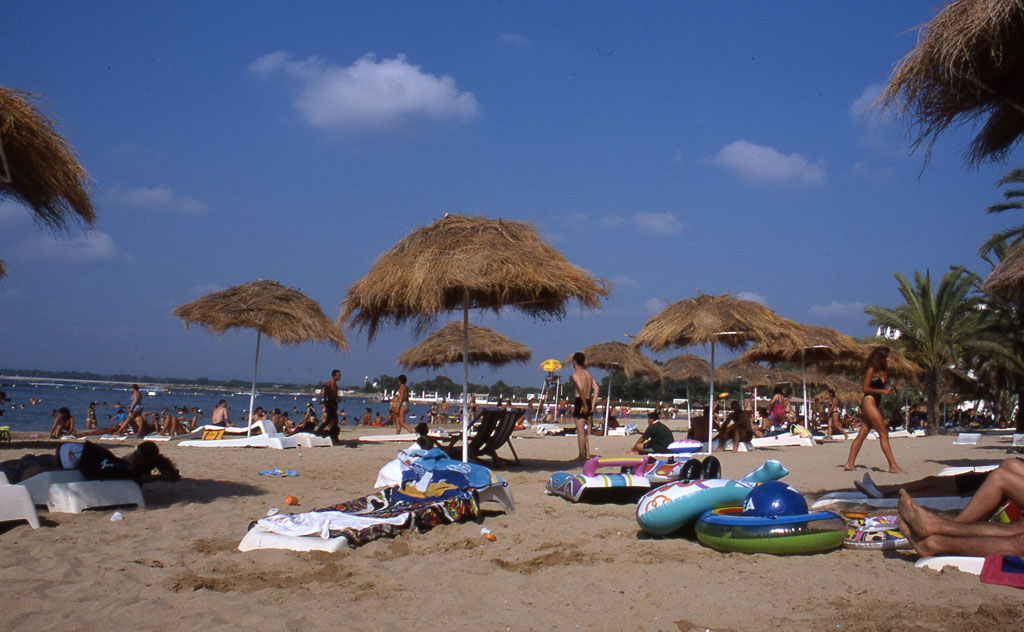
Latakia, Syriens största hamnstad och en viktig turistort för landet.

År 2010 ökade turismen i Syrien markant jämfört med föregående år. Enligt syriska turismdepartementet besökte 6 miljoner turister Syrien 2009; år 2010 ökade den siffran till 8,5 miljoner turister - en ökning på över 40 procent. Turismomsättningen uppgavs vara 30,8 miljarder syriska pund år 2010, och utgjorde 14 procent av ekonomin. Rapporter från 2012 från samma turismdepartement visade att turistindustrin 2010 omsatte 6,5 miljarder amerikanska dollar, och stod för 12 procent av landets BNP och 11 procent av jobben.
Sedan inbördeskriget bröt ut mars 2011 har turismen sjunkit kraftigt. Första kvartalet 2012 var turistomsättningen 12,8 miljarder syriska pund, jämfört med 52 miljarder syriska pund första kvartalet 2011, och antalet utländska turister minskade med mer än 76 procent första kvartalet 2012. Samma period hade sysselsättning i branschen minskat med nära två tredjedelar samma period.
 

År 2013 hade turistomsättningen totalt minskat med över 94 procent och i slutet av september samma år fastslog turistministern att 289 turistdestinationer hade skadats sedan krigets utbrott 2011. År 2015 hade antalet turister minskat med mer än 98 procent. Syriska turistdepartementet påstod att 45 000 turister fortfarande besökte landet, men dessa siffror ifrågasätts av observatörer, enligt Syrian Economic Forum, som påstod att det enda som fanns kvar var iransk religiös turism. 

En graf som demonstrerar turismens utveckling före och efter kriget.

Sedan krigets stora stridande avtagit efter 2018 har turismen börjat återhämta sig igen. År 2019 rapporterade landets turistminister att Syrien besöktes av 2,4 miljoner turister, en rekordsiffra som landet inte sett sedan krigets utbrott. Turistminister Rami Martini rapporterade att 2 miljoner utlänningar besökte landet under 2023, en ökning med 20 procent jämfört med tidigare år.

### Infrastruktur

#### Utbildning
79,6 procent av landets befolkning kan läsa och skriva; detta gäller 86 procent av alla män och 73,6 procent av alla kvinnor (2016).

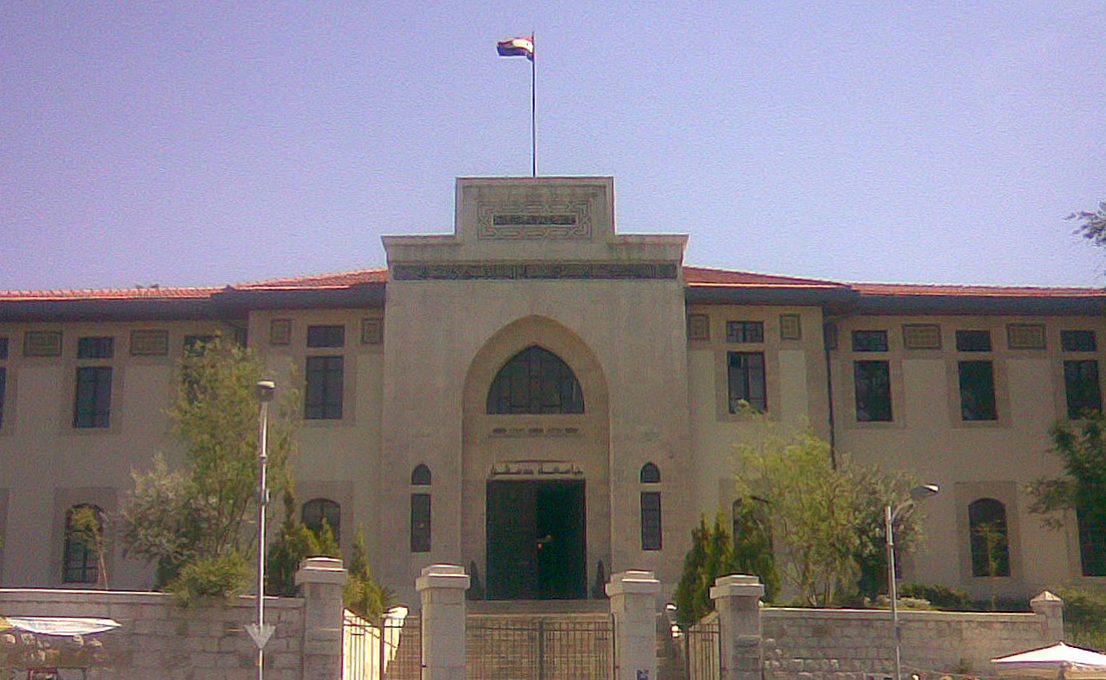
Damaskus Universitet

Universiteten i Syrien började privatiseras 2001. År 2012 fanns sex statliga universitet och 19 privata universitet i Syrien. De två främsta statliga universiteten i landet var Damaskus universitet (cirka 170 000 studenter) och Aleppos universitet. Bland landets främsta privata universitet fanns Syrian Private University (SPU), Arab International University (AIU), Kalamoon University (UOK) och International University for Science and Technology (IUST).
Mellan 2011 och 2015 hade minst en miljon syriska skolbarn dödats eller tvingats fly med sina familjer ut ur landet. Av de kvarvarande 5,5 miljonerna skolbarnen saknade 2015 drygt två miljoner skolgång, att jämföra med en miljon fyra år tidigare. En fjärdedel av landets lärare (motsvarande drygt 50 000) hade då på olika sätt försvunnit ur det kvarvarande utbildningssystemet.

#### Sjukvård
År 2010 stod hälso- och sjukvården i Syrien för 3,4 procent av landets BNP. År 2008 fanns det 14,9 läkare och 18,5 sjuksköterskor per 10 000 invånare. År 2015, efter krigets utbrott, stod hälso- och sjukvården för 1,5 procent av landets BNP, och det fanns då 1,5 läkare och 2,3 sjuksköterskor per 10 000 invånare.
2010-talets inbördeskrig har förstört stora delar av samhällsapparaten, inklusive institutioner för hälso- och sjukvård. Flygräder har blivit ett allt viktigare medel för Assads regering att behålla eller överta kontrollen över olika områden. Därigenom har också förstörelsen av infrastrukturen i rebellkontrollerade områden tilltagit. Mellan mars 2011 och november 2015 finns rapporter om minst 336 attacker på minst 240 sjukhus eller läkarstationer runt om i landet. Detta har helt eller delvis slagit ut mer än hälften av dessa, och endast cirka 55 av den tidigare sjukhuspersonalen finns numera tillgänglig (beräkning från tidigt 2016).

## Befolkning

### Demografi
Syrien bebos av en blandning av olika etniska och religiösa grupper. Bland de etniska grupperna finns bland andra syriska araber, greker, armenier, assyrier/syrianer, kurder, tjerkesser, mandéer och turkar. Religiösa grupper innefattar sunniter, kristna, alawiter, druser, ismailiter, mandéer, shiiter, sufer, yazidier och judar. Sunniterna utgör den största religiösa gruppen i landet.
Syrien hade cirka 22 miljoner invånare 2011. Sedan inbördeskrigets start har dock invånarantalet i Syrien minskat, bland annat genom en stor flykt ut ur landet. Från 2011 till 2015 minskade befolkningen från 24,5 till 17,9 miljoner. Inom landet har stora folkomflyttningar skett genom flykt från krigszoner, framför allt till regeringskontrollerade områden. Befolkningen har minskat i de flesta områden av Syrien, men den har ökat i delar av Damaskusregionen. De största befolkningsminskningarna har skett i provinserna Aleppo i norr (5,9 till 4 miljoner), Homs i centrala Syrien (2,1 till 1,5 miljoner) och Dayr az-Zawr i öster (1,7 till 1 miljon). Fram till 2024 beräknades dock folkmängden återigen ökat.

#### Större städer
Damaskus är Syriens huvudstad och troligen den största staden (efter slaget om Aleppo har utvandringen lett till att staden troligtvis inte är de facto störst). Andra större städer är Aleppo, Homs, Latakia, Hama, ar-Raqqa och Dayr az-Zawr.
| Rank | Stad         | Provins      | Inv. (2004) |
| ---- | ------------ | ------------ | ----------- |
| 1    | Aleppo       | Aleppo       | 2 132 100   |
| 2    | Damaskus     | Damaskus     | 1 414 913   |
| 3    | Homs         | Homs         | 652 609     |
| 4    | Latakia      | Latakia      | 383 786     |
| 5    | Hama         | Hama         | 312 994     |
| 6    | ar-Raqqa     | ar-Raqqa     | 220 488     |
| 7    | Dayr az-Zawr | Dayr az-Zawr | 211 857     |
| 8    | al-Hasaka    | al-Hasaka    | 188 160     |
| 9    | Qamishli     | (Rojava)     | 184 231     |

#### Minoriteter
94 procent araber; 4 procent är kurder.

### Språk
Arabiska är det officiella språket. Flera moderna arabiska dialekter används i den syriska vardagen. Kurdiska (Kurmanji) talas utbrett i de kurdiska regionerna i norra Syrien. Armeniska och turkiska (sydazerbajdzjansk dialekt) talas bland de armeniska och turkmenska minoriteterna.

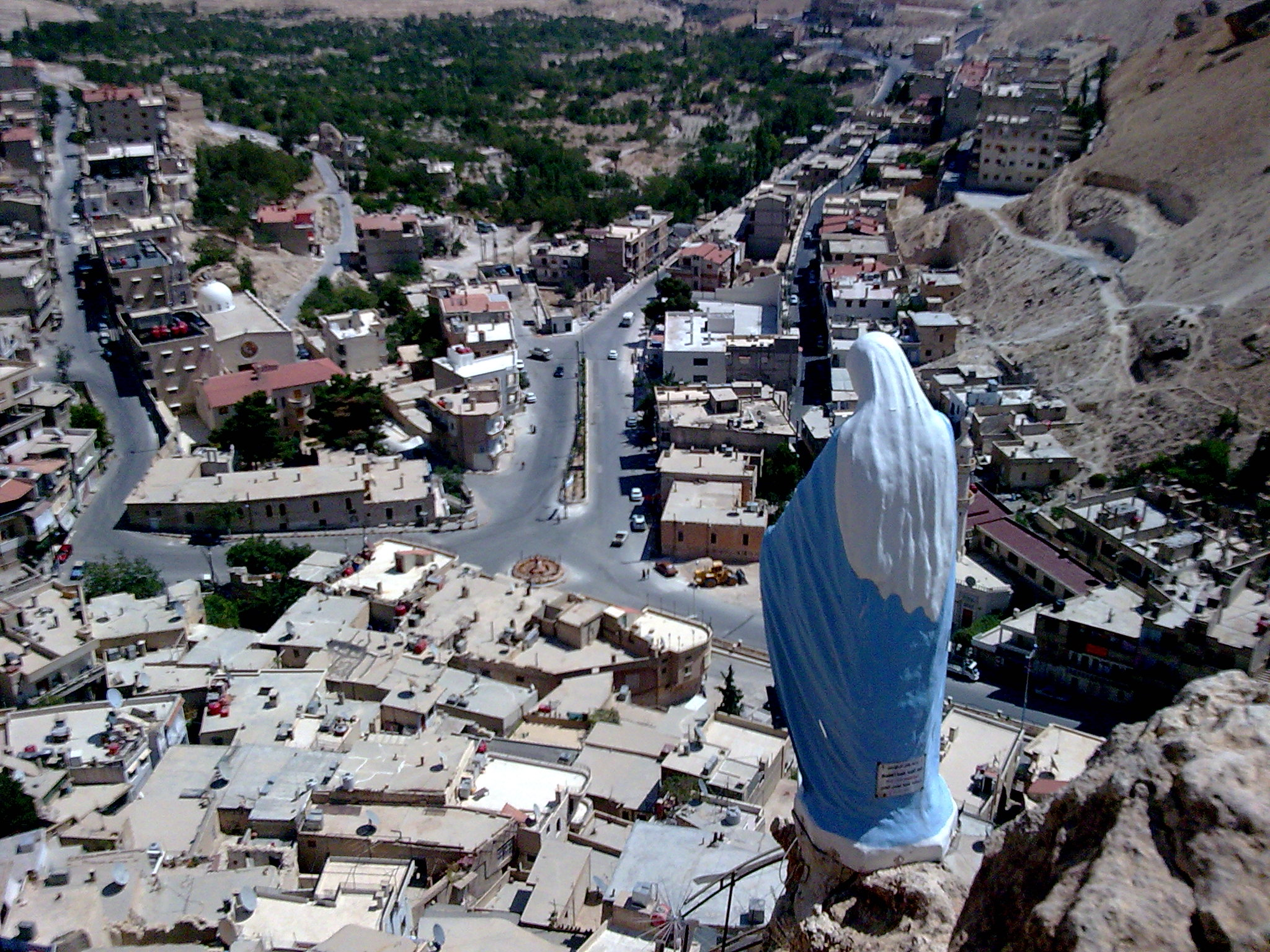
Maaloula är tillsammans med sina två grannbyar de tre sista platserna i världen där västarameiska, det språk Jesus talade, fortfarande talas.

Arameiska var lingua franca i regionen innan arabiskan, och talas fortfarande bland assyrier, syrianer och keldaner. Klassisk syriska används fortfarande som liturgiskt språk för olika syriska kristna grupper. Västarameiska talas fortfarande i byn Ma'loula såväl som grannbyarna Bakhaa och Jubbaddin, 56 kilometer nordöst om Damaskus.
Många syrier med högre utbildning talar också språk som engelska, franska, spanska och italienska, vanligtvis engelska och franska. I Suwaydaprovinsen, även känd som "Lilla Venezuela", är spanska framförallt utspritt, efter att delar av den stora syriska diasporan i Venezuela återvänt till provinsen. Enligt Venezuelas ambassad i Damaskus har 60 procent av provinsens befolkning venezuelanskt medborgarskap, och det är vanligt att se skyltar i spanska på Suwaydas gator.   Dessutom bodde det 1998 cirka 33 000 människor på det av Israel ockuperade området Golanhöjderna, varav cirka 14 000 var israeliska bosättare (med hebreiska som modersmål) och 16 000 var druser.

### Religion
Syrien är sekulärt och har ingen statsreligion. Det råder religionsfrihet i landet.

Etniska/religiösa folkgrupper i Syren 1976.

Syriens befolkning består av 88 procent muslimer – varav 58% sunniter och 30% övriga islamska riktningar, inklusive alawiter, ismailiter, shiiter och druser – och 12 procent kristna grekisk-ortodoxa, assyrier/syrianer och armenier. Det finns också en liten judisk befolkning kvar i Aleppo och Damaskus, även om de flesta emigrerade till Israel under efterkrigstiden.

## Kultur
Syrien har alltid varit en mötesplats mellan öst och väst och har därför en kultur som är inspirerad av både öst och väst. De flesta arabiska traditionerna lever kvar fast på ett mer sekulariserat vis. Man har även blivit inspirerade av den turkiska kulturen speciellt inom mat och dryck. Även den franska kulturen har satt en viss prägel på Syriens unika kultur som på många sätt kan jämföras med Libanons.

### Massmedier

#### Television
TV startade år 1960 i Syrien, när Syrien och Egypten var i union (Förenade arabrepubliken). Sändningarna var i svart-vitt ända fram till 1976. I juni 2012 bad Arabförbundet officiellt Arabsat och Nilesat att sluta sända syrisk media.
Tidigare fanns sex statliga satellitkanaler: Syria TV, Syria News Channel, Syria Drama TV, Syrian Education TV, Noor Al-Sham och Massaya TV. Dessutom fanns fem privatägda satellitkanaler: LANA TV, LANA Plus TV, El Khabar TV, Massaya TV och SAMA TV.
Enligt BBC News fanns totalt fem tv-kanaler som sände i Syrien 2023:
- Al-Ikhbariya al-Suriyah (Syria News): statligt ägd nyhetskanal som sände nyheter och aktuella program.
- Syrian TV: syriska statens officiella TV-kanal, som drev både inhemska och satellitbaserade nätverk.
- Sama TV: privatägd kanal som är känd för sitt regeringsvänliga innehåll.
- Orient News: oppositionsvänlig kanal som endast fanns online och var baserad i Istanbul.
- Ronahi TV: ledande nyhetskanalen för Syriens kurdiska befolkning, med en pro-AANES inriktning.

### Konstarter

#### Musik

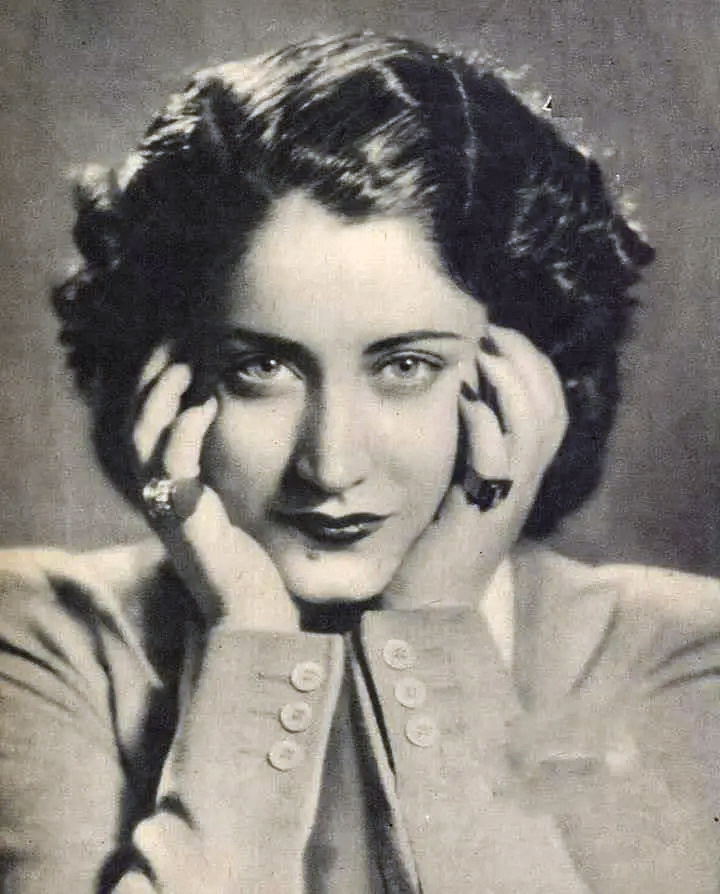
Asmahan

Syrisk musik, särskilt den i Damaskus, har länge varit bland Arabvärldens allra mest betydelsefulla, särskilt inom klassisk arabisk musik. Syrien har producerat flera stora arabiska stjärnor. Två kända syriska artister från 1900-talet är syskonen Asmahan och Farid Al Atrash, som båda var framstående och respekterade i hela arabvärlden. På sent 1990-tal växte nya prominenta syriska artister fram som också blev väldigt kända i arabvärlden, såsom Assala, George Wassouf, Mayada al-Hennawy, Mayada Bsellis, Ali al-Deek och Sabah Fakhri. Staden Aleppo är känd för sin muwashshah, en slags andalusisk sjungen poesi som populariserades av Sabri Moudallal samt andra populära artister som Sabah Fakhri. Under tidigt 2000-tal växte artister som syrisk-armeniska sångerskan Lena Chamamyan fram, känd för att återskapa gammal syrisk folklorisk musik i jazz-stil och Saria al-Sawas som blev känd för hennes dabke-specialiserade musik. 2010-talet har kännetecknats av en försvagad musikindustri till konsekvens av kriget. Trots det har flera nya syriska artister kommit in i den syriska och arabiska scenen, som Nassif Zeytoun, Omar Souleyman och syrisk-svenska Faia Younan.

#### Litteratur

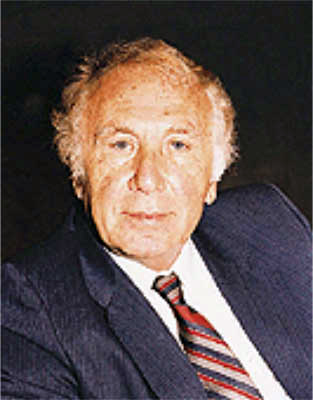
Nizar Qabbani betraktas vara Syriens nationalpoet.

#### Film
Syrien hade årtiondena fram till 2011 haft en alltmer betydande roll hos arabvärlden inom TV-industrin. Det höll på att ske ett skifte innan det syriska inbördeskriget där arabisk mediadominans förflyttades från egyptierna till syrierna. Bab Al-Hara är en syrisk produktion som är en av de allra mest populära serierna inom hela arabvärlden, och som har setts av hundratals miljoner människor. Den når olika generationer, med en tittarpublik bland muslimer, kristna, druser och judar från arabländer, och har beskrivits sträcka sig från "utfattiga Gaza till gulfländernas överflödande städer". Serien utspelar sig på 1930-talets Syrien, då landet var under franskt mandat efter att ha varit i flera århundraden under osmanskt styre. Bab Al-Hara skildrar hur det syriska samhället såg ut innan övergången till postkolonialism.

### Traditioner

#### Helgdagar

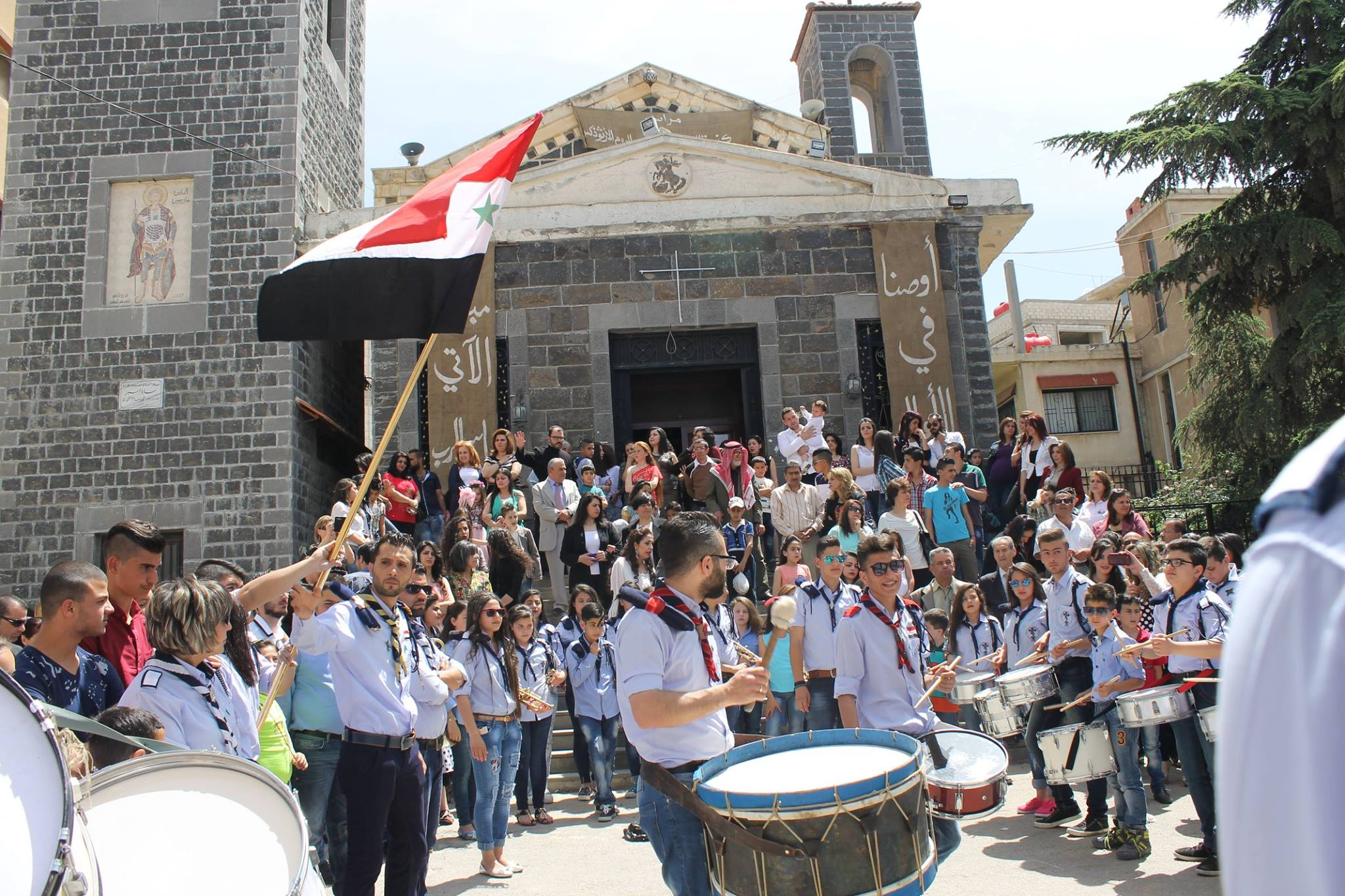
Påskfirande i Suwaydaprovinsen

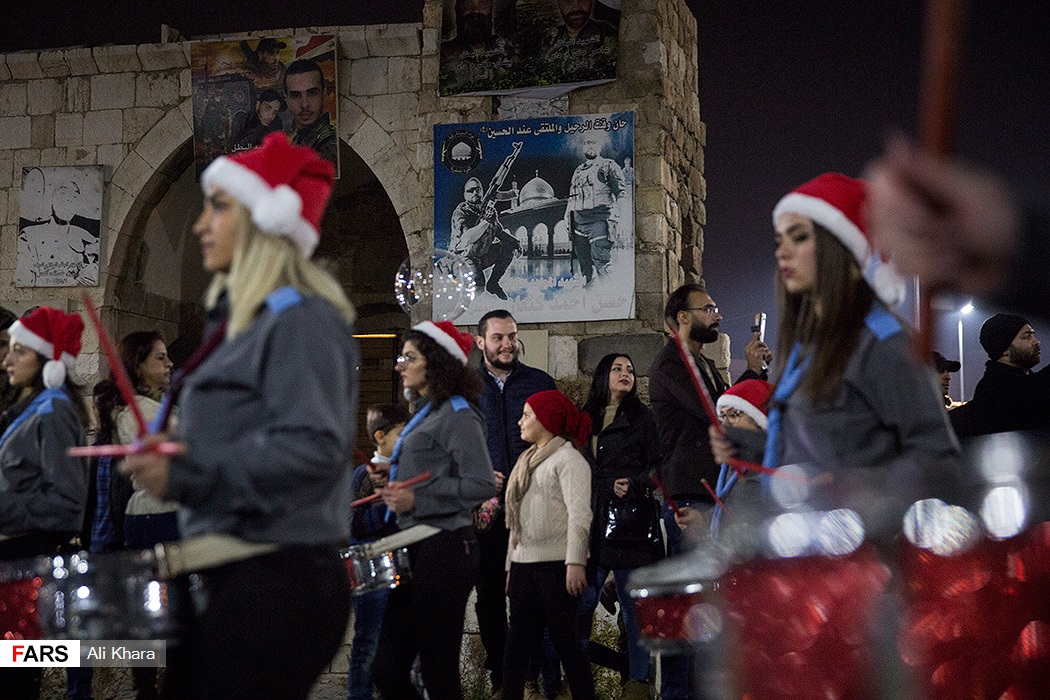
Kristen scoutgrupp genomför en julmarsch i Damaskus.

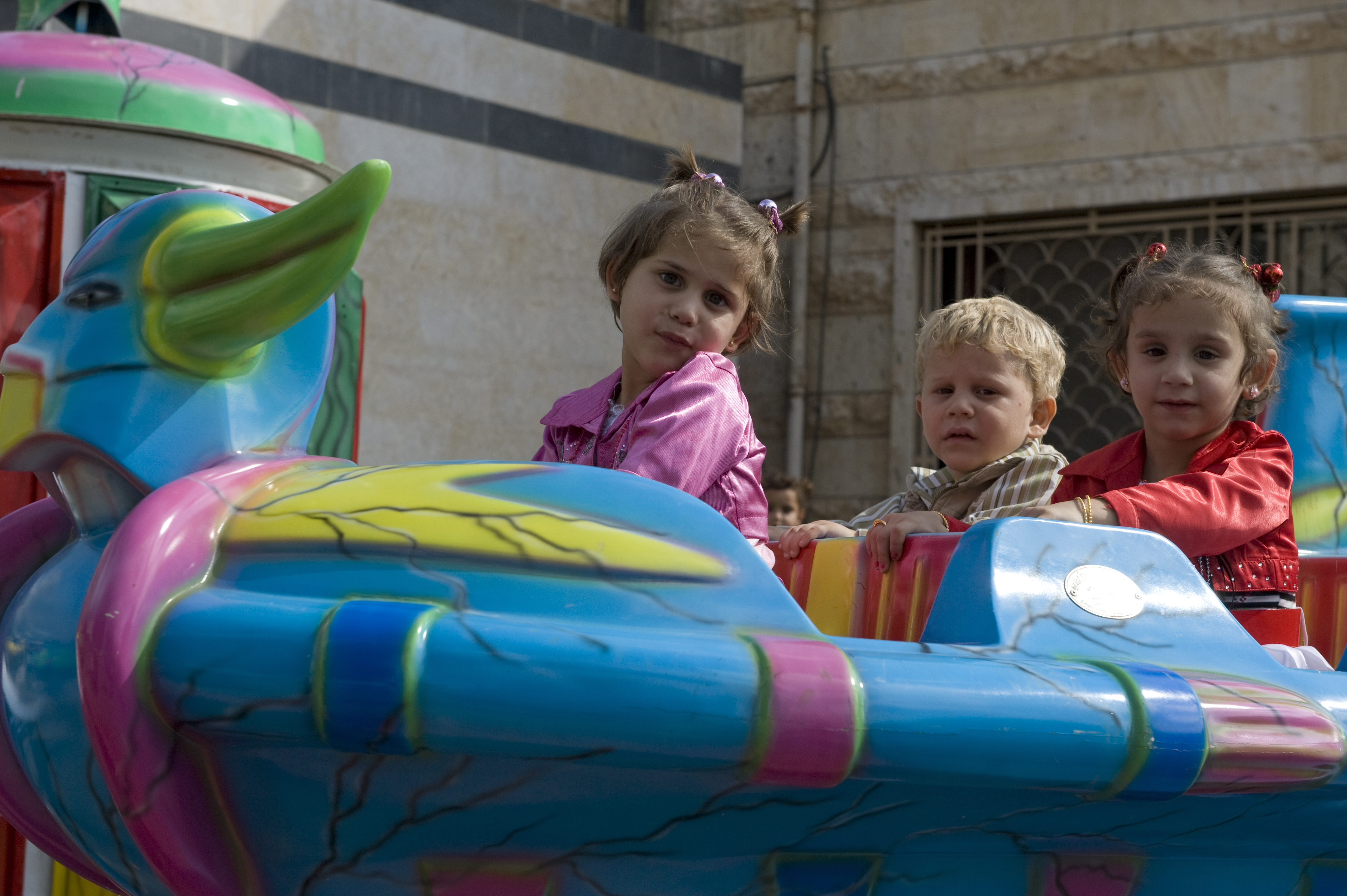
Firande av Eid al-Fitr i Hama. Det är sedvanligt i Syrien att ställa upp karuseller i städerna under eid.

| Datum                                | Namn                  | Lokalt namn                                           | Iakttagelser                                                              |
| ------------------------------------ | --------------------- | ----------------------------------------------------- | ------------------------------------------------------------------------- |
| 1 januari                            | Nyårsdagen            | عيد راس السنة الميلادية ‘Īd Ra’s as-Sanät al-Mīlādīyä |                                                                           |
| 8 mars                               | 8 mars-revolutionen   | -                                                     | -                                                                         |
| 21 mars                              | Mors dag              | عيد الأم ‘Īd al-’Umm                                  | -                                                                         |
| 17 april                             | Självständighetsdagen | عيد الجلاء ‘Īd al-Ğalā’                               | Firar självständighet från Frankrike 1946                                 |
| Varierar                             | Gregoriansk påsk      | عيد الفصح غريغوري ‘Īd al-Fiṣḥ Ġrīġūrī                 | Enligt gregorianska kalendern                                             |
| Varierar                             | Juliansk påsk         | عيد الفصح اليوليوسي ‘Īd al-Fiṣḥ al-Yūliyūsī           | Enligt julianska kalendern                                                |
| 1 maj                                | Arbetardagen          | عيد العمال ‘Īd al-‘Ummāl                              | -                                                                         |
| 6 maj                                | Martyrdagen           | عيد الشهداء ‘Īd ašh-Šhuhadā’                          | Årsdagen för avrättandet av syriska nationalister i Damaskus av turkarna. |
| 1 augusti                            | Arméns dag            | ذكرى تأسيس الجيش العربي السوري                        | Firar upprättandet av syriska armén                                       |
| 6 oktober                            | Oktoberkriget         | حرب تشرين التحريرية Harb Teshreen Al-Tahririyyah      | Firar oktoberkriget                                                       |
| 25 december                          | Jul                   | عيد الميلاد المجيد ‘Īd al-Mīlād al-Mağīd              | -                                                                         |
| Datum följer den islamiska kalendern |                       |                                                       |                                                                           |
| Dhu-l-Hijjah 10                      | Eid ul-Adha           | عيد الأضحى ‘Īd al-’Aḍḥà                               | -                                                                         |
| Shawwal 1                            | Eid al-Fitr           | عيد الفطر ‘Īd al-Fiṭr                                 | -                                                                         |
| Rabi' al-Awwal 12                    | Mawlid                | المولد النبوي al-Mawlid an-Nabawī                     | Muhammeds födelsedag                                                      |

#### Matkultur

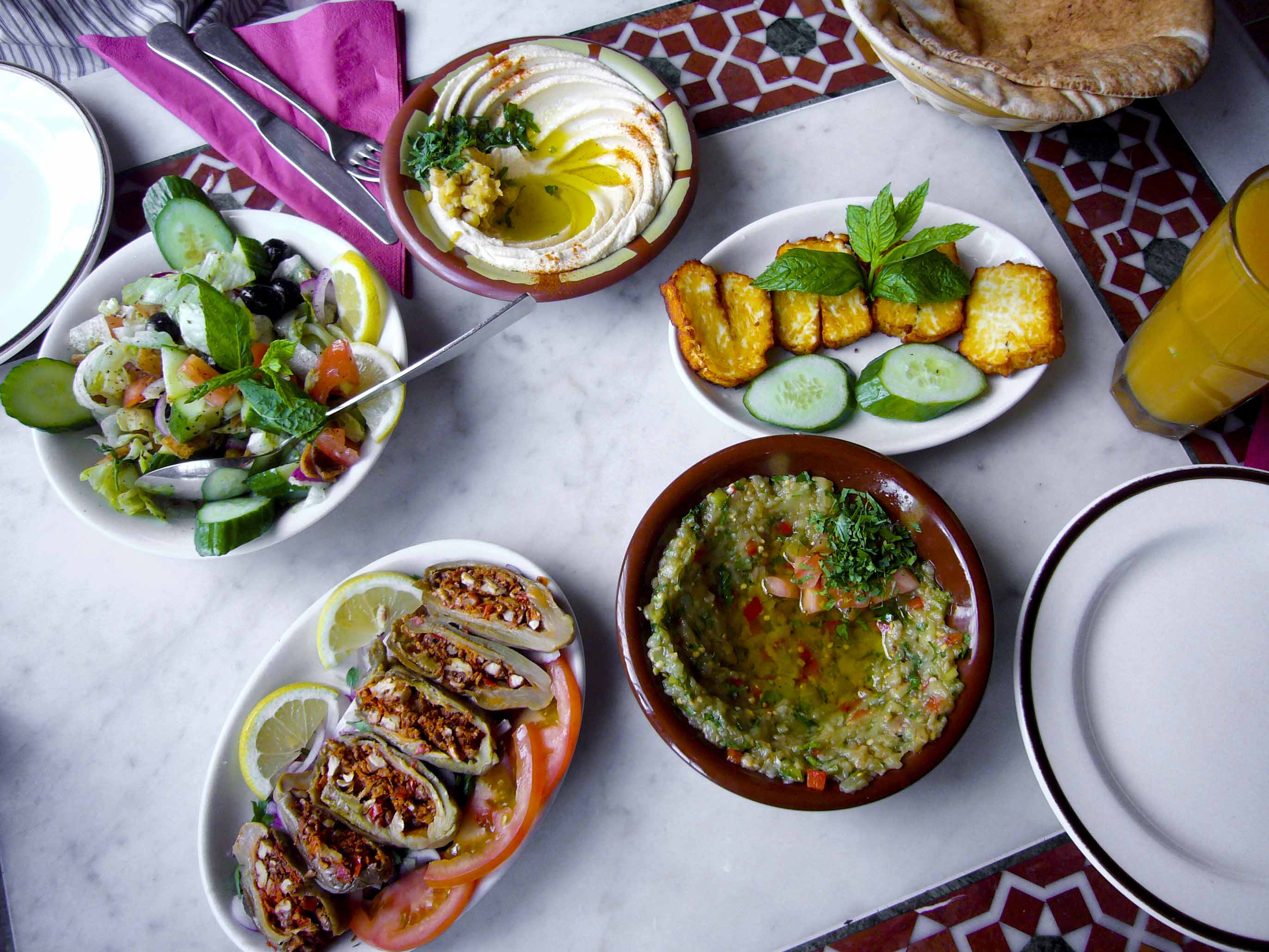
En typisk syrisk måltid.

Det syriska köket är rikt och varierat i sina ingredienser. Den har många rätter och mattraditioner gemensamt med Medelhavet, Grekland och Sydvästasien. Vissa syriska rätter uppkom från turkisk och fransk matlagning - såsom shish kebab, fylld zucchini/courgette och yabra' (ifyllda druvblad, ordet yabra' kommer från turkiskans yaprak som betyder blad).
Det syriska köket utgörs främst av kibbeh, hummus, muhammara, tabbouleh, Fattoush, labneh, shawarma, mujadarra, shanklish, makdous, pastırma, sujuk, knafeh, halawet el-jibn och baklava. Baklava är gjord av filodeg fylld med hackade nötter och täckt i honung. Syrier brukar ofta servera ett antal smårätter, meze, innan huvudrätten. Za'atar, köttfärs och manakish är populära Hors-d'œuvre. Meze äts alltid med det arabiska tunnbrödet khebz.
Drycker i Syrien varierar beroende på tid på dagen och tillfället. Arabiskt kaffe är den mest välkända varmdrycken, vanligtvis gjord till frukost på morgonen eller till kvällen. Den serveras ofta till gäster eller efter mat. Arrak, en alkoholhaltig dryck, är också en välkänd dryck och serveras oftast vid speciella tillfällen. Andra exempel på syriska drycker är ayran, jallab och vitt kaffe. Syrien är också världens tredje största importör av mate, en sydamerikansk tédryck som spridits i landet efter att delar av den stora syriska diasporan i Sydamerika som bekantades av drycken återvänt till Syrien. Traditionellt har den primärt varit konsumerad av druser i Suwaydaprovinsen i syd och av alawiter i den syriska kusten i nordväst, men på senare tid har den blivit alltmer populär i andra delar av landet oavsett region och sekt.

#### Kultursymboler
Sex av Unescos världsarv ligger i Syrien. Dessa är:
- Gamla staden i Aleppo
- Bosra
- Gamla staden i Damaskus
- Forntida byar i norra Syrien
- Krak des Chevaliers och Salah Ed-Din-borgen
- Palmyra

Alla sex av UNESCO:s världsarv har erhållit skada i varierande mån från kriget.
Utöver dessa (som räknas upp nedan) har tolv andra platser nominerats: Hamas vattenhjul, Ugarit, Ebla, Mari, Dura-Europos, Apamea, Qasr al-Hayr ash-sharqi, Maaloula, Tartus, Arwad och två platser i Eufratdalen.

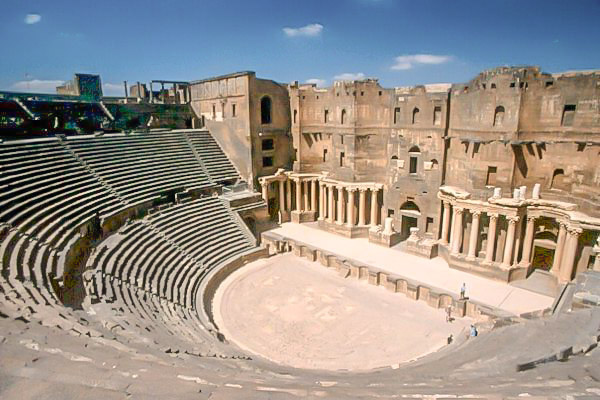
Teatern i staden Bosra, ett av Syriens världsarv.

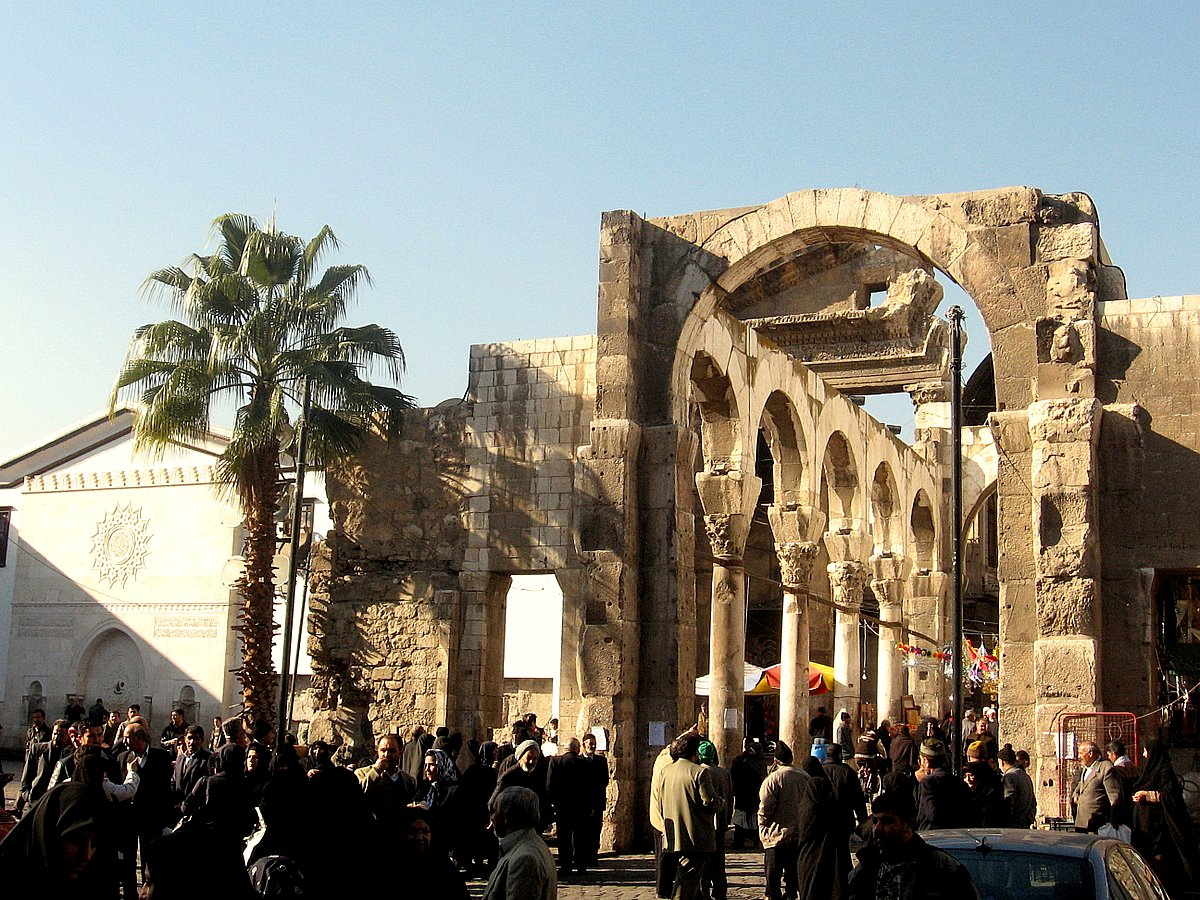
Gamla staden i Damaskus är ett världsarv.

### Idrott

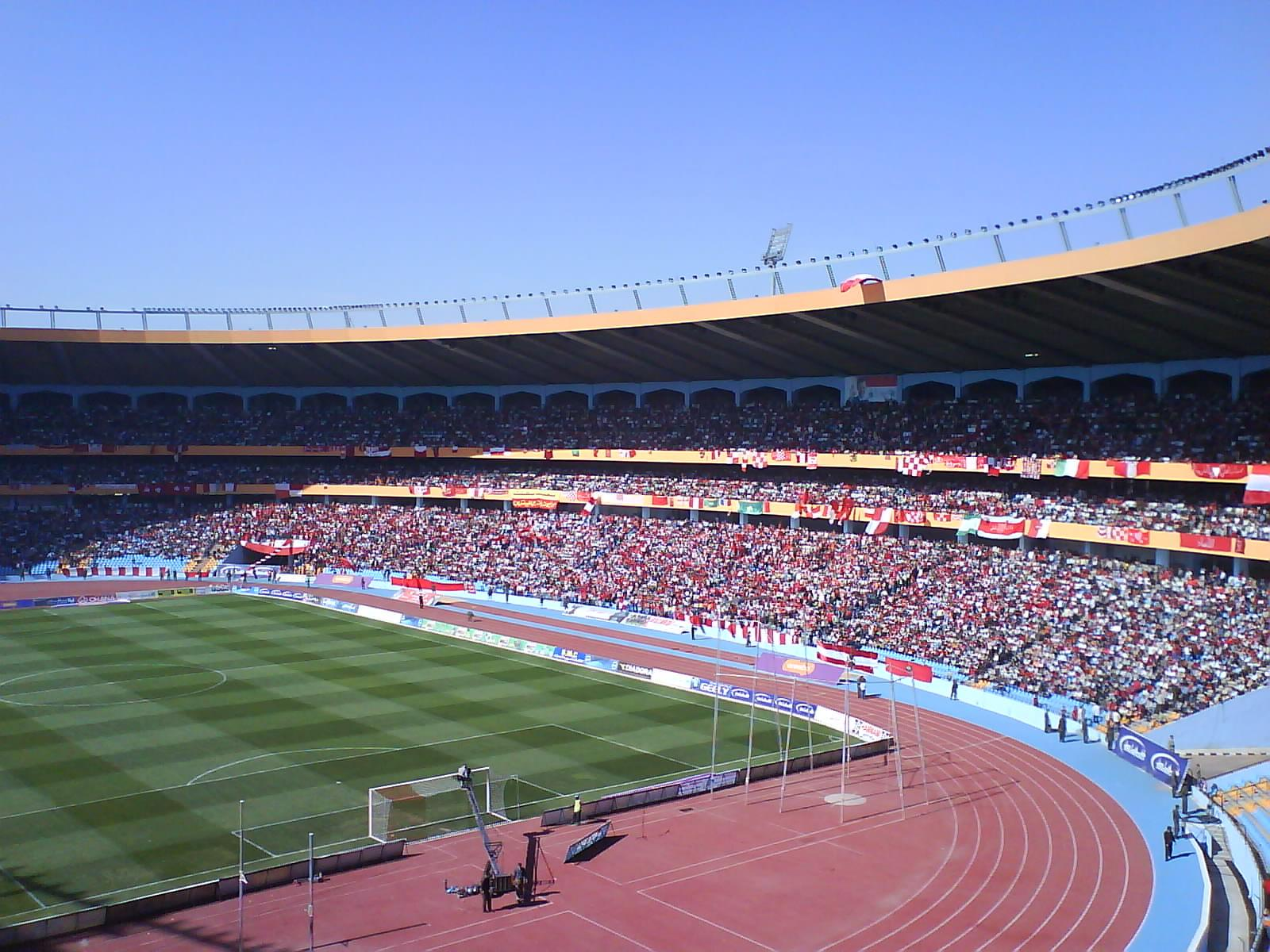
Aleppos internationella stadium

De mest populära sporterna i Syrien är fotboll, basket, simning och tennis. Syriska idrottsmän har deltagit i de olympiska spelen.
I Damaskus hölls de femte och sjätte upplagorna av de Panarabiska spelen. Många populära fotbollslag är grundade i Damaskus, Aleppo, Homs och Latakia. Abbasiyyin stadion i Damaskus är hem till Syriens herrlandslag i fotboll.

## Internationella rankningar
| Organisation                                | Undersökning                   | Rankning   |
| ------------------------------------------- | ------------------------------ | ---------- |
| Heritage Foundation/The Wall Street Journal | Index of Economic Freedom 2019 | N/A        |
| Reportrar utan gränser                      | Pressfrihetsindex 2019         | 174 av 180 |
| Transparency International                  | Korruptionsindex 2018          | 178 av 180 |
| FN:s utvecklingsprogram                     | Human Development Index 2018   | 154 av 189 |
| Global Firepower                            | Military Strength Ranking 2019 | 50 av 137  |